# Sh2-71
Sh2-71 è una nebulosa planetaria visibile nella costellazione dell'Aquila.
Si individua nella parte occidentale della costellazione, sul bordo di un campo fortemente oscurato dalle dense nubi che costituiscono la Fenditura dell'Aquila. Il periodo più indicato per la sua osservazione nel cielo serale ricade fra giugno e novembre; trovandosi a soli 2° dall'equatore celeste, può essere osservata indistintamente da tutte le regioni popolate della Terra.
Si tratta di una nebulosa dalla forma allungata in senso nord-sud, con una cavità centrale anch'essa di forma allungata e divisa apparentemente in due lobi; la sua distanza, ottenuta tramite la sua estinzione, è certamente inferiore ai 1000 parsec (meno di 3260 anni luce), ma resta incerta. Si può assumere pertanto che la sua posizione ricada nei pressi del bordo esterno del Braccio di Orione. La nebulosa presenta un disco schiacciato in espansione che circonda la stella centrale, la quale fornisce la radiazione ionizzante alla nube stessa; un getto proveniente dalla regione centrale indica che vi è in atto una perdita di materia stimata attorno a 6x10−6 M⊙ all'anno. Questo fenomeno suggerisce che la stella centrale potrebbe essere la componente dominante di un sistema binario in cui una componente invisibile riempie il suo lobo di Roche perdendo materia attraverso il punto di Lagrange esterno al disco e internamente alla componente responsabile dell'eccitazione.